# Nancy Lewington
Nancy Lewington, född 10 april 1941, är en friidrottare från Kanada. Hon deltog vid olympiska sommarspelen 1960.